# Tetsuo Hamuro
Tetsuo Hamuro (n. 7 septembrie 1917, Fukuoka, Japonia – d. 30 octombrie 2005, Takaishi, Prefectura Osaka, Japonia) a fost un înotător ce a reprezentat Japonia, medaliat olimpic. A participat la o ediție a Jocurilor Olimpice (1936) în care a câștigat o medalie de aur.

## Participări
Lista de mai jos prezintă principalele competiții la care a participat Tetsuo Hamuro de-a lungul carierei.
- Olympische Sommerspiele 1936/Schwimmen – 200 m Brust (Männer)[*]